# Óscar Montiel
Óscar Montiel Marín (Palma de Mallorca, España, 6 de julio de 1970) es un exfutbolista español que se desempeñaba como defensa.
Es el cuarto jugador con más partidos  oficiales disputados en la historia del Club de Fútbol Extremadura.

## Clubes
| Club              | País   | Año       |
| ----------------- | ------ | --------- |
| R. C. D. Mallorca | España | 1993-1995 |
| C. F. Extremadura | España | 1995-2001 |
| Albacete Balompié | España | 2001-2005 |